# Będzin
Będzin (AFI: /ˈbɛnd͡ʑin/; in yiddish: בענדין  Bendin) è una città polacca del distretto di Będzin nel voivodato della Slesia, situata a 13 km a nord est di Katowice.
Ricopre una superficie di 37,08 km² e nel 2004 contava 65 231 abitanti.
Nel 1589 vi fu firmato il trattato di Bytom e Będzin tra la Confederazione polacco-lituana e la Monarchia asburgica a seguito della prima guerra di successione polacca.